# Кременчугский округ
Кременчугский округ (укр. Кременчуцька округа) — единица административного деления Украинской ССР, существовавшая с апреля 1923 по июль 1930 года. Административный центр — город Кременчуг.

## История
Образован в 1923 году в составе Полтавской губернии. В состав округа вошли бывший Кременчугский уезд (20 волостей), 4 волости Хорольского уезда и 1 волость Александрийского уезда Екатеринославской губернии.
Первоначально округ делился на 10 районов: Бригадировский, Глобинский, Горбовский, Градижский, Кишеньковский, Кохновский, Крюковский, Манжалеевский, Потокский и Семёновский.
В июне 1925 года губернии на Украине были упразднены, и округ перешёл в прямое подчинение Украинской ССР. При этом в состав округа были переданы Еремеевский район упразднённого Золотоношского округа, а также Глинский, Косовский, Краснокаменский, Лиховский, Ново-Георгиевский, Онуфриевский и Попельнастовский районы упразднённого Александрийского округа.
В 1928 году в Кременчугском округе были упразднены Горбовский, Кохновский, Краснокаменский, Крюковский, Манжалеевский и Попельнастовский районы. Образованы Велико-Крынковский и Куцеволовский районы. Еремеевский район был переименован в Жовнинский.
Округ упразднён в июле 1930, как и большинство округов СССР. Районы переданы в прямое подчинение Украинской ССР.
В феврале 1932 года значительная часть районов округа были включены в Харьковскую область.

## Население
По данным переписи 1926 года численность населения составляла 791,6 тыс. чел. В том числе украинцы — 91,5 %; евреи — 4,8 %, русские — 3,0 %.